# Speyeria lethe
Speyeria lethe är en fjärilsart som beskrevs av Gunder 1934. Speyeria lethe ingår i släktet Speyeria och familjen praktfjärilar. Inga underarter finns listade i Catalogue of Life.